# Kaspar Unterkircher
Kaspar Unterkircher (* 6. Januar 1774 in Prad im Vintschgau; † 14. September 1836 in Trient) war ein Tiroler katholischer Theologe.

## Leben
Unterkircher war ein Sohn des Joseph Unterkircher (1733–1788) und dessen Ehefrau Maria (1732 bis nach 1788), geborene Primisser, und damit ein Neffe des Johann Baptist Primisser, der ihn nach Innsbruck holte. Dort absolvierte er seine Gymnasial- und Universitätsstudien und wurde am 6. Oktober 1799 zum Priester geweiht. Schon während des Studiums war er Hauslehrer und Hofmeister der Kinder des Landesgouverneurs Johann Baptist Graf von Bissingen gewesen.
Nach der Priesterweihe war er kurze Zeit in seiner Heimat Prad in der Seelsorge tätig und wurde 1801 Lehrer der Poetik am akademischen Gymnasium Innsbruck und übernahm nach dem Abtreten seines Onkels vom Lehramt 1806 die Professur für Griechisch. Nachdem er 1807 promoviert worden war, war er auch Dozent für klassische Philologie an der Universität Innsbruck. Bei der späteren Neubesetzung des Gymnasiums wurde ihm die zweite Humanitätsklasse übertragen, die er hatte, bis ihn Fürstbischof Luschin von Trient als Professor für Neues Testament an sein Priesterseminar berief.
Sein Grab befindet sich auf dem Friedhof in Agums bei Prad.

## Werke
- Die ächten Schriften der apostolischen Väter Clemens von Rom, Ignatius und Polykarpus nebst der ächten Märtyrergeschichte der zwei letzteren, 1817 (Übersetzung mit Anmerkungen, 2. Ausgabe von J. Hofmann, 1848).
- Uebersicht des katholischen Religionssystems, 1820, mit M. Feichtel herausgegeben.
- Introductio in biblia N. T., Innsbruck 1835
- Hermeneutica biblica generalis juxta formam studii theologici in imperio austriaco praescriptam, Innsbruck 1831, ²1834, ³1846